# Hans Ulrich Zollinger
Hans Ulrich Zollinger (* 16. Juni 1912 in Visp; † 6. Januar 1989 in Basel) war ein Schweizer Pathologe.

## Leben und Wirken
Hans Ulrich Zollinger, Sohn des Unfallchirurgen und Professors Friedrich Zollinger und der Germanistin Dora Zollinger-Rudolf, studierte Medizin an der Universität Zürich. 1937 absolvierte er das Staatsexamen, 1938 wurde er bei Hans von Meyenburg promoviert. In Zürich wurde er Oberarzt am Institut für Pathologie der Universität. 1944 wurde er habilitiert und 1950 zum Titularprofessor ernannt. Im Jahr 1950 beschrieb er Übergänge von der Arteriolosklerose (mit relativ gutartiger Hypertonie) zur gefährlicheren Arteriolonekrose (mit maligner Nephrosklerose Fahr). Zollinger wechselte an die Albert-Ludwigs-Universität Freiburg, wo er 1963 ordentlicher Professor und Direktor des Instituts für Pathologie (Ludwig-Aschoff-Haus) wurde (Zollinger wirkte [1966] auch als Dekan der Medizinischen Fakultät). Ab 1967 war er ordentlicher Professor und Vorsteher des Instituts für Pathologie an der Universität Basel. In Basel war er 1974/1975 Rektor der Universität. 1980 wurde er emeritiert. 1982 zeichnete ihn die Deutsche Gesellschaft für Nephrologie mit der Franz-Volhard-Medaille aus.

## Schriften (Auswahl)
- Die Bedeutung der interstitiellen Nephritis bei Oxycyanatnephrose. Leemann, Zürich 1938 (Dissertation, Universität Zürich, 1938).
- Die interstitielle Nephritis. Karger, Basel 1945 (Habilitationsschrift, Universität Zürich, 1945).
- Pathologische Anatomie. 2 Bände. Thieme, Stuttgart 1968.